# Untertilliach
Untertilliach je obec v Rakousku ve spolkové zemi Tyrolsko v okrese Lienz.
Žije zde 252 obyvatel (1. 1. 2011).